# Saša Ilić (Schriftsteller, 1972)

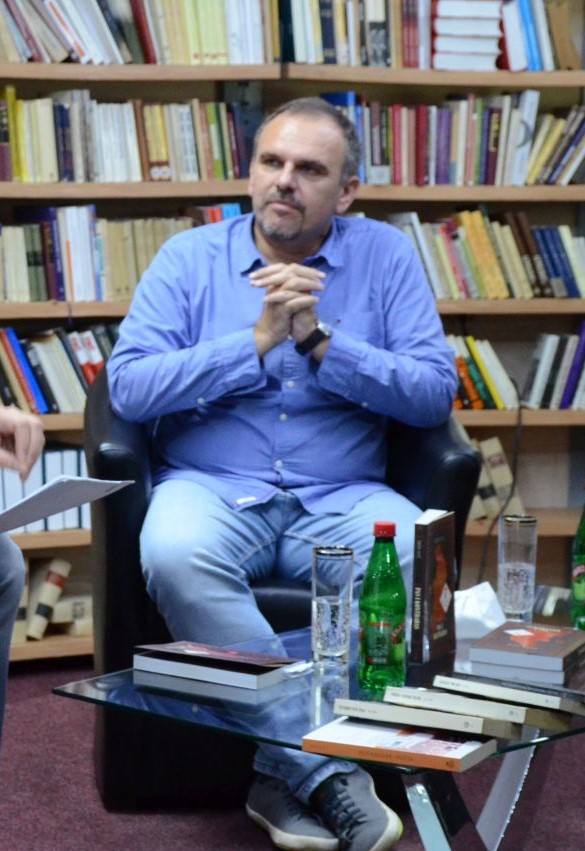
Saša Ilić

Saša Ilić (* 1972 in Jagodina) ist ein serbischer Schriftsteller und Gründungsmitglied der Zeitschrift Beton, die seinerzeit in der Tageszeitung Danas erschien.
Sein erster auf Deutsch übersetzter Roman erschien 2019 im Berliner eta-Verlag.
Am 20. Januar 2020 erhielt er den 66. NIN-Preis für den Roman des Jahres in Serbien für seinen Roman Pas i kontrabas.
Saša Ilić ist Unterzeichner der 2017 veröffentlichten Deklaration zur gemeinsamen Sprache der Kroaten, Serben, Bosniaken und Montenegriner.

## Veröffentlichungen
- Das Berliner Fenster. eta Verlag, Berlin 2019, ISBN 978-3-9819998-2-2 (Aus dem Serbischen von Elvira Veselinović).